# Kassai Lajos
Kassai Lajos (Kaposvár, 1960. szeptember 16. –) magyar íjkészítő, lovasíjász, a modernkori lovasíjászat megteremtője.

## Íjkészítés
Kassai Lajos az 1980-as évek közepétől kezdett hivatásszerűen íjkészítéssel foglalkozni. Modern anyagok felhasználásával rekonstruálta a honfoglalás kori magyar íjat (Cs. Sebestyén Károly és Dr. Fábián Gyula munkássága alapján), majd ennek sorozatgyártásába kezdett.
A lovasíjászat fejlődésével párhuzamosan alakult az íjak fejlesztése, amit az ősi íjfeszítő népek íjai ihlettek. Műhelyében, Kaposmérőn hagyományőrző íjak (Archiválva 2018. július 11-i dátummal a Wayback Machine-ben) készülnek XXI. századi technológiával; szkíta, magyar, hun (jellegzetes aszimmetrikus íj) avar, mongol, és laminált íjak.

## Lovasíjászat
„Nem az ősöket kell követni, hanem azt, amit az ősök követtek.”

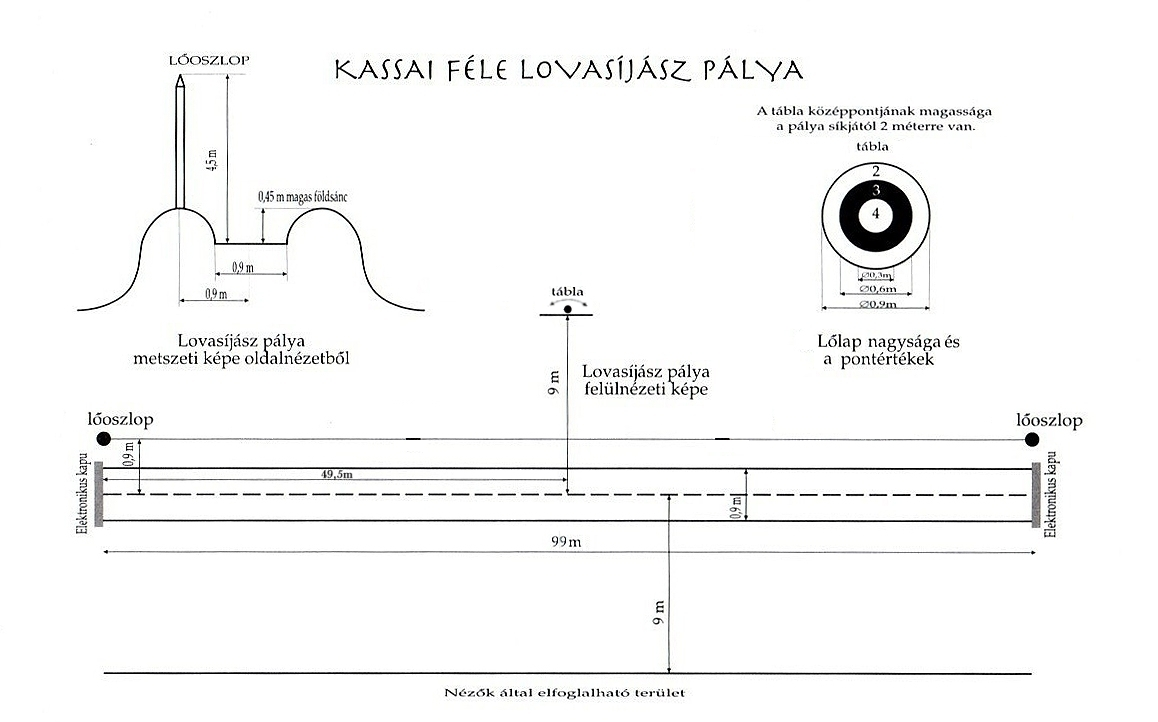
Kassai-féle lovasíjász pálya

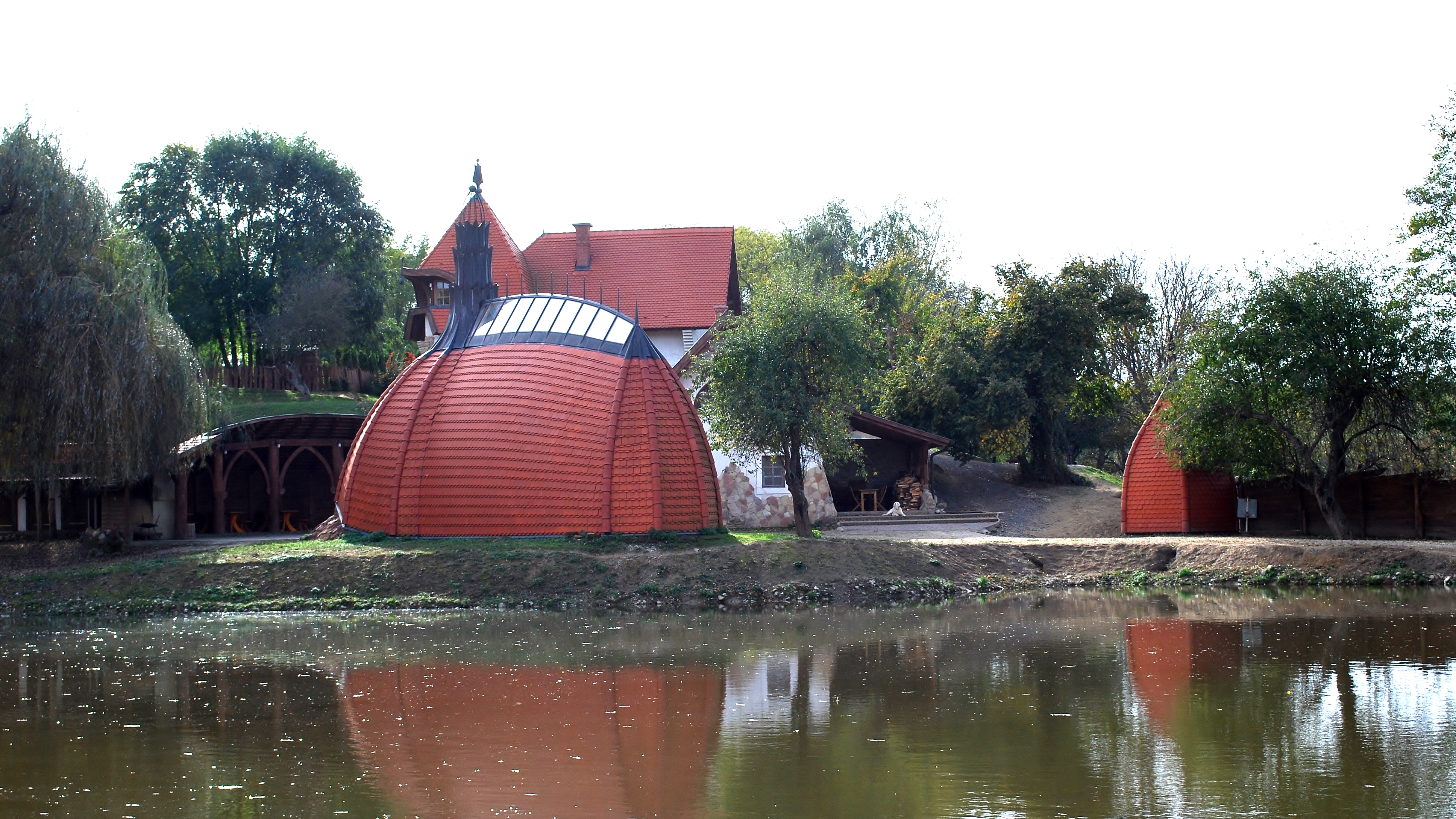
Kassai-völgy, Kaposmérő, Magyarország

Kassai Lajos az 1980-as évek végén kezdte kidolgozni a lovasíjászat sport szabályrendszerét, majd 1994-ben megszervezte az első lovasíjász versenyt, amivel megteremtette a modern kori lovasíjászatot.
1994 óta szerveznek az Eredeti Kassai Rendszer (Original Kassai System) keretein belül versenyeket, 2020-ig bezárólag 580 versenyt bonyolítottak már le. Jelenleg tizenhat országban működnek az Original Kassai System alapján kiépült lovasíjász szervezetek.
2008-ban rendezték Magyarországon az első Lovasíjász Világbajnokságot és Nemzetközi bírok Világtalálkozóját a Kaposmérő melletti Kassai-völgyben. Ezeket az eseményeket kétévente rendezik meg, a következő időpontja: 2023. június 29 – július 1.
2011-ben a lovasíjászat bekerült a lovas szakágak közé és még ebben az évben a világon először Magyarországon a lovasíjászat része lett az egyetemi oktatásnak is.
2012 szeptemberében a Kassai-féle lovasíjász módszert felvették a Szellemi Kulturális Örökség Nemzeti Jegyzékébe.
2013-ban a Kassai-féle lovasíjász módszer a Hungarikum címet is elnyerte.
2020-ban Kassai Lajos megalapította a World Federation of Equestrian Archery szervezetet, melynek célja egyesíteni a lovasíjászokat egy hiteles, szakmai alapokon nyugvó, nemzetközi rendszer szárnyai alatt, azért hogy a sportág bekerülhessen az Olimpiai sportágak közé. A szervezet központja Svájcban, az Olimpiai sportágak központjában, Lausanne városában van.
A Kassai Lovasíjász Iskola és a lovasíjász sportág központja a Kaposmérő melletti Kassai-völgy. A Kassai-völgy jelenleg a világ legjobban felszerelt lovasíjász központja és itt van a világ egyetlen fedett lovasíjász pályája is.
A Kassai-völgybe a világ minden pontjáról érkeznek a lovasíjászat iránt érdeklődők, azoknak pedig, akiknek komolyabb szándékai vannak ezzel a sporttal, kihagyhatatlan állomás a völgy.
A Kassai Lovasíjász Iskola 1988 óta megszakítás nélkül minden hónap első szombatján a Kassai-völgyben betekintést enged az Iskola működésébe. Ilyenkor az edzések bárki számára megtekinthetőek, a völgyben a szabályok betartása mellett szabadon lehet mozogni és Kassai Lajos, a Mester egy előadás keretein belül válaszol a helyben feltett kérdésekre is.

## Eredmények
Kassai Lajos minden versenyt megnyert amelyen elindult 1994 és 2019 között, köztük számos világkupa fordulót, nemzetközi lovasíjász versenyt, és a 2014-es Nyílt Lovasíjász Világbajnokságot is.

## Guinness Világrekordok
Öt Guinness Világrekordot állított fel:
- 2011. december 4-én, a Budapest Sportarénában 14 darab 30 cm átmérőjű feldobott korongot lőtt le 19,85 másodperc alatt, egy vágtató ló hátáról, ezzel felállítva ötödik Guinness Világrekordját.
- 2009. december 5-én állította fel negyedik rekordját, szintén a Budapest Sportarénában. Vágtató ló hátáról 12 darab 30 cm átmérőjű feldobott korongot lőtt le 17,80 másodperc alatt.
- 2006: 12 lovat váltva, 24 órás folyamatos lovaglás közben 661 versenyvágta alatt, 5412 lövéssel 15 596,43 összpontszámot sikerült elérnie. Futamonként átlagosan 212,35 pontot ért el.
- 2002: 12 lovat váltva, 12 órás folyamatos lovaglás közben 323 versenyvágta alatt közel 3000 lövéssel 7126,05 összpontszámot sikerült elérnie, ezzel jóval megdöntve korábbi rekordját. Futamonként átlagosan 198,55 pontot ért el.
- 1998: 12 lovat váltva, 12 órás folyamatos lovaglás közben 286 versenyvágta alatt több mint 1000 célzott lövést adott le. Futamonként átlagosan 133 pont feletti eredményt ért el.

## Elismerések
- 2021. március 13. – Teleki Pál érdemérem[6]
- 2020. február 23. – Hagyományőrző sportágak világszövetségének különdíja[7]
- 2018. február 23. – Budapest, az Állatorvostudományi Egyetem lovastanári kitüntető címe[8]
- 2017. december – Gránit Oroszlán Díj – a Közéleti példakép kategória döntőse[9]
- 2017. március 12. – Magyar Nemzetért Ezüstérem [10][11]
- 2017. február 17. – A Magyar Lovassport Szövetségtől – Gróf Széchenyi István Lovas Emlékérem[12]
- 2017. január 28. – Pongrátz Gergely érdemkereszt
- 2016. március 15. – A Magyar Érdemrend középkeresztje [13]
- 2016. január 06. – a Pro Comitatu Somogy kitüntető díj[14]
- 2014. május 19. – a Világ Magyarságáért közéleti díj[15]
- 2013. december 03. – A Kassai-féle lovasíjász módszert beválasztották a nemzeti érték Hungarikum Gyűjteményébe[16]
- 2013. június 29. – Arany Nyílhegy-Díj[17]
- 2013. március 25. – Gödöllő, Egyetemi lovastanár és a Szent István Egyetemi Babérkoszorú Ezüst fokozata
- 2013. június 01. – Bárdudvarnok díszpolgára
- 2012. december 22. –  Magyar Örökség díj[18]
- 2012. szeptember 14. – A Kassai-féle lovasíjász módszer bekerült a Magyar Szellemi Kulturális Örökség Nemzeti jegyzékébe[19]
- 2012. január 22. – A Magyar Kultúra Lovagja[20]
- 2011. január 08. – A Lovasíjászat a világon elsőként Magyarországon az egyetemi oktatás része lett[21]
- 2010. január 08. – az Év Somogyi Embere[22]
- 2009. január 23. – A Kassai Lovasíjász Iskola elnyerte a Kaposvár Városért díjat[23]
- 2008. július 05. – az Árpád Pajzs díj[24]
- 2008. január 06. – az Örökségünk – Somogyország kincse cím[25]
- 2004. október 23. – Kaposmérő díszpolgára[26]
- 2003. augusztus 20. – A Magyar Köztársasági Érdemrend tisztikeresztje[27]

## Külföldi utak
- 2024. Románia: Csíkmadaras (Mădăraș) - pályaavatás[28]
- 2024. Románia: Kézdiszentlélek (Sânzieni) - pályaavatás[29]
- 2024. Románia: Székelykál (Călușeri) - pályaavatás[30]
- 2023. Malajzia: Seri Menati - edzőtábor és pályaavatás
- 2023. Kuvait: Kuvait - edzőtábor és pályaavatás
- 2023. Kanada: Brisco - edzőtábor és pályaavatás
- 2023. Szaúd-Arábia: Rijád - edzőtábor és pályaavatás
- 2022. Egyesült Királyság: Checkendon – edzőtábor és pályaavatás
- 2022. Katar: Doha – edzőtábor és pályaavatás
- 2021. Irán: Teherán – edzőtábor és pályaavatás
- 2021. Szaúd-Arábia: Riyadh, Saudi Cup – díszvendég
- 2020. Törökország: Antalya – Etno-sportok világfóruma
- 2020. Katar: Doha – edzőtábor
- 2020. Dél-afrikai Köztársaság: Pretoria – edzőtábor és pályaátadás
- 2019. Románia: Csíkszereda – pályaátadás
- 2019. Franciaország: Charron La Rochelle – pályaátadás
- 2019. Oroszország: Volgográd – edzőtábor és pályaátadás
- 2019. Kína: Vuhan – edzőtábor és pályaátadás
- 2018. Kanada: Nova Scotia – edzőtábor és pályaátadás
- 2018. USA: Hamilton, Montana – edzőtábor és pályaátadás
- 2018. Luxemburg: Limpach – edzőtábor és pályaátadás
- 2017. USA: Arlington, Washington – edzőtábor és pályaátadás
- 2017. Kanada: Ottawa – edzőtábor
- 2017. USA: Solvang, Kalifornia – edzőtábor Monty Roberts farmján (Flag is up)
- 2015. Malajzia: Penang, Turf Club, International Festival with Horses – edzőtábor és bemutató
- 2015. (november) Katar: Doha – edzőtábor
- 2015. (augusztus) Katar: Doha – edzőtábor
- 2015. Kína: Peking – CCTV, Kihívni a lehetetlent c. műsor – bemutató
- 2015. Kína: Peking, Csingtao – edzőtábor
- 2015. Németország: Köln, Baasem – pályaátadás
- 2015. Franciaország: Maulde – pályaátadás
- 2014. Kína: Guangzhou, Shenzen, Peking – edzőtábor
- 2014: Katar: Doha – edzőtábor és bemutató
- 2014. Kína: Sanghaj, Csingtao, Tungvancseng, Belső-Mongólia – edzőtábor
- 2013. Kína: Hszian, Hohhot, Xilinhot, Vuhan – bemutató
- 2013. Kína: Peking – bemutató
- 2013. Franciaország: Avignon, (Cheval Passion 2013) – bemutató
- 2012. Törökország: Denizli – bemutató
- 2012. Kína: Peking, Ordosz – bemutató
- 2012. Kína: Peking, Csengtu, Sanghaj, Hangcsou, Sencsen – bemutató
- 2012. Svájc: Zürich (Mercedes SCI Kupa) – bemutató
- 2011. Franciaország: Párizs (Nemzetközi Mezőgazdasági Kiállítás) – bemutató
- 2010. Franciaország: Saint Sébastien sur Loire – bemutató
- 2009. Spanyolország: Sevilla (Sicab) – bemutató
- 2007. Ausztria: Mariensee – bemutató
- 2006. Görögország: Athén (Európa Íjászbajnokság 2006) – bemutató
- 2006. Németország: Berlin – edzőtábor és bemutató
- 2002. USA: Fort Dodge, Iowa – bemutató
- 2000. USA: Fort Dodge, Iowa – bemutató
- 1999: Kína: Shaolin – tanulmányút
- 1999. Ausztria: Bécs (Wiener Stadthalle) – bemutató
- 1996. USA: Pennsylvania – edzőtábor és bemutató
- 1996. Japán: Kamakura – tanulmányút
- 1992. Hollandia: Amsterdam – bemutató
- 1992. Olaszország: Forli – bemutató

### Bemutatók – Melyeken részt vettek az országok királyi családjai
- 2019.     Anglia: London (Royal Windsor Horse Show)
- 2015.     Malajzia: Pinang
- 2014.     Malajzia: Kuala Lumpur
- 2012.     Jordánia : Al Faris
- 2009.     Marokkó: El Jadida

## Bemutatók Magyarországon
- 2020. Puchner Élménybirtok, Bikal – X. Évadnyitó[31]
- 2019. Simonpuszta – Nemzeti Lovaskultúra Központ átadó ünnepség[32]
- 2018. és 2019. Komárom, Igmándi erőd – XI. Hon-Nap[33]
- 2018. Mosonmagyaróvár – XII. Szigetköz ízei, Vármegye borai Fesztivál[34]
- 2017. Budapest Sportaréna, Ritmikus Gimnasztika EB Gála[35]
- 2017. Téglás – Városok közötti íjászverseny és hagyományőrző családi nap[36]
- 2017. Esztergomi Királyvárosi Lovasliget – bemutató
- 2014. Téglás – Hagyományőrző íjászverseny
- 2014. Esztergomi Királyvárosi Lovasliget
- 2013. Magyarhertelend – bemutató
- 2013. Ópusztaszer – Nyílzápor[37]
- 2012. Bábolna – Fiatal Lovak Távlovas VB
- 2011. Zánka – III. Zánkai Lovas Fesztivál
- 2011. Budapest Sándor Palota – Íjász nap
- 2010. Budapest, Hungexpo – Equifest[38]
- 2010. Sümeg – Sümegi Várjátékok
- 2010. Ópusztaszer – Nyílzápor
- 2009. Budapest Aréna – Richter “Horse evolution”
- 2009. Bábolna – Ifjúsági távlovas VB
- 2009. Kecskemét – Fogathajtó VB
- 2009. Budapest, Parlament, Kossuth Lajos tér – bemutató
- 2009. 2011. 2012. Zánka – Lovas gyereknap
- 2009. Zánka – V. Nemzeti Lovas Fesztivál
- 2009. (március) Gödöllő, Domonyvölgy, Lázár Birtok – bemutató
- 2009. (május) Gödöllő, Domonyvölgy, Lázár Birtok – bemutató
- 2009. Ópusztaszer – Nyílzápor
- 2008-tól a Nemzeti Vágta rendszeres résztvevője
- 2008. Budapest, Hungexpo – Equifest (Cadre noir)[39]
- 2008. Sóskút – Híd a szakágak között IV.
- 2008. Sóskút – Híd a szakágak között III.
- 2008. Sóskút – Híd a szakágak között II.
- 2008. Budapest jégcsarnok – Xenophonia
- 2007-től az OTP Lovas Világkupa rendszeres résztvevője[40]
- 2007. Sóskút – Híd szakágak között I.
- 2007. Kaposvári Lovasakadémia – Lovastorna EB
- 2007. Budapest, Hungexpo – FeHoVa vadászkiállítás
- 2006. Budapest Sportaréna – Apassionata Extra – A Magyar Lovaskultúra Karácsonyi Gálája  [41]
- 2006. Sopron – Íjász VB
- 2004. 2005. 2006. 2007. Budapest, Hungexpo – Utazás kiállítás
- 2004. 2009. 2018. Kaposvári Lovasakadémia – KÁN (Kaposvári Állattenyésztési Napok)
- 2004. 2006. Hajógyári sziget – Magyar Fényünnep és Jurtatalálkozó
- 2004. 2007. 2009. 2010. Bábolna – Bábolnai gazdanapok
- 2001-től Szombathelyi Savaria Történelmi Karnevál állandó résztvevője bemutatóival
- 2000-től Diósgyőri Várjátékok állandó résztvevője bemutatóival
- 1992-től Visegrádi Palotajátékok állandó résztvevője bemutatóival[42]

## Színházi előadások
- 2020. Az Arany Ló legendája c. előadás – Gödöllő, Domony völgy – Kende vezér szerepében[43]
- 2019. Az Arany Ló legendája c. előadás – Budapest Aréna – Kende vezér szerepében[44]
- 2012. Honfoglalás c. előadás – RaM Colosseum – Lovasíjász szerepében[45]
- 2012. Honfoglalás c. előadás – Komáromi lovas színház – Lovasíjász szerepében[46]
- 2011. Trója c. előadás – Komárom, Igmándi erőd – Lovasíjász szerepében[47]
- 2010. Trója c. előadás – Komárom, Igmándi erőd – Lovasíjász szerepében[48]
- 2009. Honfoglalás c. előadás – Komáromi lovas színház – Lovasíjász szerepében
- 1993. Attila, Isten kardja c. előadás – Margit sziget – Hírnök szerepében [49]

## Könyvek
- Levelek – Kassai Lajos (Szenzár, 2018) [50]
- Lovasíjászat – Kassai Lajos (Püski, Bp., 2001) [51] A Lovasíjászat 2019-ben a hatodik kiadásnál tart. A könyvet angol, német és orosz nyelvre is lefordították.

Kassai Lajos egyéb gondolatai és írásai kiadványokban:
- A Völgy lovasa – Kassai Lajos lovasíjásszal beszélget Benkei Ildikó (Kairosz Könyvkiadó Kft., 2012, Magyarnak lenni sorozat)
- Isten háta mögött – Történetek teremtő emberekről – Szőnyi Szilárd (Heti Válasz Kiadó Kft., 2012)
- Hun – magyar harcművészet – Az íjászat hagyományos módszere – Eördögh Réka – Kassai Lajos és szerzőtársaik (Lovasíjász Hagyományőrző Sportegyesület, 2011)
- Huszárkonyha – Kalandozások a magyar ízek és a magyar hagyományőrzés világában – Fülöp Tibor Zoltán (Magyar ház Szkíta kiadó, 2011)
- Hunok – Magyarok – rokon népeink harci kultúrája – Kárpáti Gábor Csaba (Hun-idea Kiadó, 2011)
- Attila, a barbár király – John Man (General Press Kiadó, 2011)
- 21 szamuráj – Beszélgetések Magyarország vezető harcművészeivel – Dr. Gubacsi Attila – Barta Balázs (Axel Média, 2009)
- Terry Jones’ Barbarians – Terry Jones – Alan Ereira (BBC Books, 2006)
- A lét lámpásai – Gubcsi Anikó (Nem Magyar Könyvklub Rt., 2005)

## Filmek és főbb televíziós szereplések, közreműködések
- 2017. A nagy fal c. film (rendező: Yimou Zhang ) – Matt Damon személyi edzője Kassai Lajos
- 2016. A lovasíjász c. film (rendező: Kaszás Géza) – Kassai Lajos munkásságáról forgatott film
- 2012. Vágtáss velem c. Lovas magazin decemberi adása – A lovasíjászatról
- 2010. On the trail of Genghis Khan – Tim Cope
- 2008. Ancient Discoveries (History Channel, Wild Dream Films)
- 2007. Michael Palin’s New Europe Programme – Danube to Dnieper
- 2007. These Amazing People, Episode 7.
- 2007. ARTE Der Steppenreiter (ThoraFilm, Thomas Radler)
- 2006. Csillagösvényen I. – Hazatérés, Bulcsú, A titokzatos Szent Korona (Pörzse Sándor ) – történelmi sorozat
- 2006. Balaton kincsei I. – Óriások földjén – A honfoglalás korának harcművészetét bemutatja Kassai Lajos
- 2006. Terry Jones’ Barbarians (Terry Jones, BBC)

## Családja
Nős, három lánya van. Felesége Kassainé Olter Vanda.